# 194-я стрелковая дивизия
194-я стрелковая дивизия — тактическое соединение (стрелковая дивизия, ранее горнострелковая дивизия и механизированная дивизия) РККА Вооружённых Сил Союза ССР в Великой Отечественной войне.
Период вхождения в состав действующей армии ВС Союза: с 15 июля по 26 августа 1941 года, как 194-я горно-стрелковая дивизия и с 26 августа 1941 года по 4 феврале 1943 года, с 9 феврале 1943 года по 9 мая 1945 года, как 194-я стрелковая дивизия. Полное действительное наименование формирования, по окончании Великой Отечественной войны — 194-я стрелковая Речицкая Краснознамённая дивизия.

## История

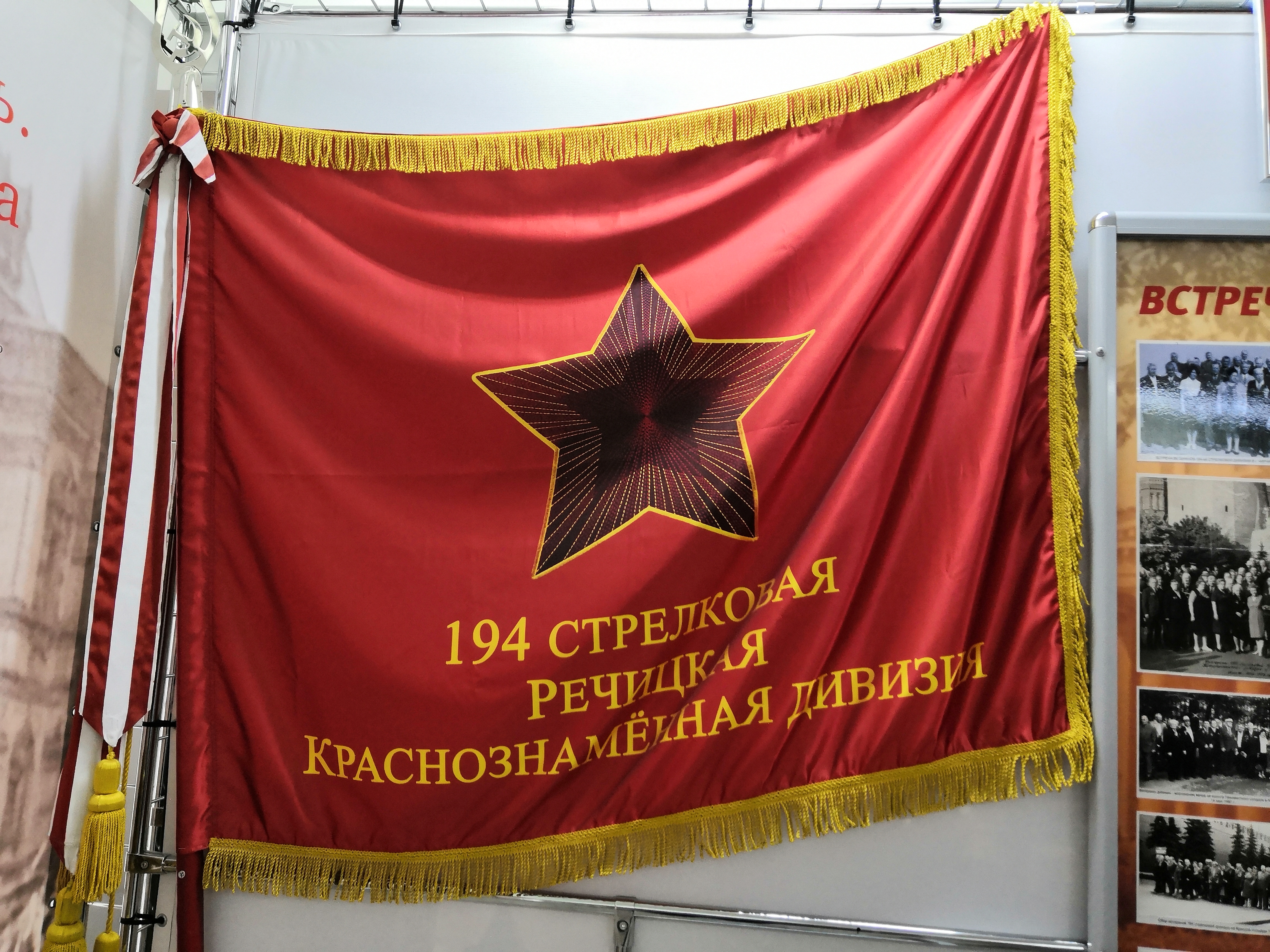
Флаг 194-й Речицкой Краснознамённой стрелковой дивизии

Первые соединения механизированных стрелков в Красной Армии были созданы в 1939 году. В общей сложности военное руководство запланировало создание одновременно 15 механизированных дивизий. Дивизия сформирована в октябре — ноябре 1939 года. на основании приказа Народного комиссара обороны Союза ССР, от 30 сентября 1939 года, как 194-я механизированная дивизия в городах Новосибирск, Барабинск, в Сибирском военном округе, в Новосибирской области. В январе 1940 года механизированная дивизия была передислоцирована в Среднеазиатский военный округ, и в мае 1940 года переформирована в горно-стрелкововую и начала именоваться как 194-я горно-стрелковая дивизия. В феврале 1940 года 299-й артполк прибыл на новое место дислокации в город Чирчик Ташкентской области и получил новые 76-мм пушки образца 1939 года. Осенью 1940 года дивизию инспектировала комиссия Наркомата обороны СССР и дала высокую оценку по всем видам боевой подготовки. На осенних манёврах дивизия заняла первое место в округе и стала одной из лучших в РККА, и по итогам года 194-й дивизии было вручено переходящее знамя Военного Совета САВО.
На 22 июня 1941 года являлась 194-й горно-стрелковой, дислоцировалась в Ташкенте САВО, и была в составе 58-го стрелкового корпуса, с начала Великой Отечественной, дивизия была развернута до штатов военного времени. 5 июля 1941 года была погружена в воинские поезда, к 19 июля выгрузилась и сосредоточилась в район Можайска в составе 32-й армии Резервного фронта, а уже с середины июля 1941 года строит рубежи по реке Днепр по линии Холм — Аксентьево — Михалево (соседи: справа — 248-я стрелковая дивизия; слева 133-я стрелковая дивизия).
7 августа 1941 года на основании директивы Ставки ВГК от 6 августа 1941 года в составе Резервного фронта на базе 35-го стрелкового корпуса была сформирована 49-я армия, которая до 12 августа 1941 года называлась 35-й армией. В состав армии вместе с 194-й горнострелковой дивизией вошли также 248-я стрелковая, 220-я, 298-я стрелковые дивизии, 4-я дивизия народного ополчения, 396-й корпусной артиллерийский полк и другие части.
На 26 августа занимает рубеж по реке Днепр по линии Ларино — Сумароково — Мосолово. 26 августа 1941 года переформирована в 194-ю стрелковую дивизию.
В конце сентября 1941 года дивизия имела задачу удерживать рубеж по левому берегу Днепра западнее Вязьмы. В первой половине дня 30.09.1941 из штаба армии согласно директиве Ставки ВГК № 002488 поступило распоряжение о срочной переброске дивизии на Брянский фронт. Вечером того же дня началась погрузка частей в воинские поезда на станциях Издешково, Алфёрово, Семлёво и Вязьма. В ночь на 01.10.1941 головные воинские поезда дивизии двинулись в направлении Брянска. Но в это же самое время началась вражеская операция «Тайфун». Быстрое продвижение противника на Брянском направлении привело к расчленению воинских эшелонов дивизии на три изолированных группы. Первая из этих групп, в которой оказались 405-й стрелковый полк, батальон из 470-го стрелкового полка, два дивизиона 299-го артполка, противотанковый и зенитный дивизионы и которую возглавлял комдив полковник М. А. Сиязов, проследовав через станцию Брянск, вынуждена была выгрузиться на станции Белые Берега. Расположенный впереди по пути следования Карачев был уже занят противником. Группа с ходу ввязалась в схватку с противником, но ввиду его численного превосходства и явного преимущества в вооружении и технике отошла с боями к Белёву и далее к Туле.
Вторая группа, которую составили один стрелковый батальон и артбатарея из 470-го стрелкового полка, батальон связи и тыловые подразделения 405-го стрелкового полка, покинула вагоны на разъезде Хотень, что на перегоне Сухиничи — Козельск. Группа вступила в бой с авангардами противника и позднее с боями отошла к Белёву, где 18.10.1941 соединилась с первой группой. В ноябре 1941 обе группы по решению командования были включены в состав 258-й стрелковой дивизии, а до этого времени в течение 15 суток отбивали яростные атаки врага.
Третья группа с Боевым Знаменем дивизии состояла из 616-го стрелкового полка, батальона 470-го стрелкового полка, сапёрного батальона, артдивизиона, а также дивизионных тылов. Она 6 октября 1941 года вышла к Калуге и заняла оборону на реке Угра. До середины октября она вела тяжелые бои, а затем отошла в район Серпухова. Там на базе 173-й стрелковой дивизии (21-й дивизия народного ополчения) была заново развёрнута 194-я стрелковая дивизия и заново был сформирован 405-й стрелковый полк, который позднее был переименован в 954-й стрелковый полк. 
25.10.1941 года части дивизии после марша из района переформирования заняли оборону по рубежу Боровна — Кременки — Дракино под Серпуховым, где держали оборону вплоть до 16.12.1941, и утром 17.12.1941 перешли в наступление с задачей прорвать оборону по правому берегу реки Протвы, на участке Кременки — Дракино. К 25.12.1941 дивизия прорвала восьмикилометровую оборонительную полосу противника. Наступление дивизией велось вплоть до конца марта 1942 года, когда дивизия была вынуждена перейти к обороне в районе города Юхнов на реке Угре. За время наступления из района Серпухова дивизия прошла с боями на запад около 200 километров, освободила более 200 населённых пунктов Московской и Калужской областей.
Надо иметь в виду, что в литературе в одно и то же время могут встречаться описания действий дивизии в октябре — ноябре 1941 года как относящиеся к действиям первых двух групп дивизии, так и третьей группы.
В районе города Юхнов дивизия держала оборону и вела локальные бои вплоть до 15.10.1942, когда была выведена на отдых и пополнение. 07.12.1942 дивизия начала грузиться в железнодорожные поезда, через Москву прибыла в Одинцово и стала ждать дальнейших распоряжений. На шестые сутки поезда направили под Ржев. В течение полутора месяцев дивизия находилась в резерве, 04.02.1943 поступил приказ на выдвижение к городу Ельцу.
Летом 1943 года вместе со 143-м миномётным полком заняла позиции на северо-западе Курской дуги, практически на вершине выступа, в полосе главного удара не находилась.
С 20.07.1943 года участвовала в Орловской наступательной операции: в ходе Кромско-Орловской операции с 20.07.1943 наступает в направлении Кромы, осуществляет прорыв обороны противника, форсирует реку Неручь и ведёт тяжёлые бои за Змиёвку.
Продолжая наступление на запад, в наступательных боях дивизия освободила стацию Суземка Брянской области, форсировала Десну севернее Новгород-Северского за период с 26.08.1943 по 21.09.1943 года вывела из строя свыше 5 тысяч вражеских солдат и офицеров, взяли в плен 89 солдат и офицеров, уничтожила много военной техники и вооружения врага, захватила орудия, автомашины, пулемёты, боеприпасы.
С 20.10.1943 закрепилась на реке Сож юго-западнее Гомеля, с 11.11.1943 участвовала в Гомельско-Речицкой наступательной операции, отличилась при освобождении Речицы, перейдя с 30.11.1943 года к обороне южнее Жлобина.
24.06.1944 в районе села Задрутье (Рогачёвский район Гомельской области) форсировала Днепр.
06.07.1944 июня дивизия получила боевую задачу преследовать противника в направлении села Негорелое, форсировать реку Щара и освободить город Слоним.
В ходе Ломжа-Ружанской наступательной операции к 03.09.1944 года вела бои на рубеже реки Нарев, прорывает оборону, будучи поддержанной 142-й отдельной ротой ранцевых огнемётов и 42-м танковым полком. В течение сентября — начала октября 1944 года ведёт оборонительные бои на Ружанском плацдарме, понемногу расширяя его.
С января 1945 года участвует в Млавско-Эльбингской операции, в мае 1945 уничтожает вражескую группировку на побережье Балтийского моря.

## Состав

### 194-я механизированная дивизия
- управление
- Н-й танковый полк (из 51-й лёгкотанковой бригады)
- 405-й мотомеханизированный полк
- 299-й артиллерийский полк
- численностью 9 000 человек

### 194-я горнострелковая дивизия
- управление
- 377-й горно-стрелковый полк
- 405-й горно-стрелковый полк
- 470-й горно-стрелковый полк
- 616-й горно-стрелковый полк
- 299-й артиллерийский полк
- 389-й гаубичный артиллерийский полк
- 279-й отдельный истребительно-противотанковый дивизион
- 179-й отдельный зенитный артиллерийский дивизион
- 137-й разведывательный батальон
- 158-й сапёрный батальон
- 114-й отдельный батальон связи
- 34-й артиллерийский парковый дивизион
- 108-й медико-санитарный батальон
- 107-й автотранспортный батальон
- 107-я полевая хлебопекарня
- 487-я полевая почтовая станция
- 213-я полевая касса Госбанка

### 194-я стрелковая дивизия
- управление
- 470-й стрелковый полк
- 616-й стрелковый полк
- 954-й (405-й) стрелковый полк
- 299-й артиллерийский полк
- 175-й отдельный истребительно-противотанковый дивизион
- 137-я отдельная разведывательная батальон
- 158-й сапёрный батальон
- 114-й отдельный батальон связи (29-я рота связи)
- 108-й медико-санитарный батальон
- 304-я отдельная рота химический защиты
- 401-я автотранспортная рота
- 285-й (705-й) дивизионный ветеринарный лазарет
- 316-я полевая хлебопекарня
- 487-я полевая почтовая станция
- 213-я полевая касса Госбанка
- Штрафная рота 65-й армии (в 1943 году)
- заградительный батальон

### 65-я мотострелковая дивизия
- 437-й мотострелковый Митавский полк
- 440-й мотострелковый Краснознамённый полк
- 443-й мотострелковый Краснознамённый полк
- 379-й танковый полк[~ 1][8]

## В составе
| Дата            | Фронт (военный округ)         | Армия              | Корпус                 | Примечания                                      |
| --------------- | ----------------------------- | ------------------ | ---------------------- | ----------------------------------------------- |
| 22.06.1941 года | Среднеазиатский военный округ | -                  | -                      | -                                               |
| 01.07.1941 года | Среднеазиатский военный округ | -                  | 58-й стрелковый корпус | -                                               |
| 10.07.1941 года | Среднеазиатский военный округ | -                  | -                      | -                                               |
| 01.08.1941 года | Резервный фронт               | 24-я армия         | 53-й стрелковый корпус | -                                               |
| 01.09.1941 года | Резервный фронт               | 49-я армия         | -                      | -                                               |
| 01.10.1941 года | Резервный фронт               | 49-я армия         | -                      | с 01.10.1941 по 07.10.1941 49-я Резервная армия |
| 01.11.1941 года | Западный фронт                | 49-я армия         | -                      | -                                               |
| 01.12.1941 года | Западный фронт                | 49-я армия         | -                      | -                                               |
| 01.01.1942 года | Западный фронт                | 49-я армия         | -                      | -                                               |
| 01.02.1942 года | Западный фронт                | 49-я армия         | -                      | -                                               |
| 01.03.1942 года | Западный фронт                | 49-я армия         | -                      | -                                               |
| 01.04.1942 года | Западный фронт                | 49-я армия         | -                      | -                                               |
| 01.05.1942 года | Западный фронт                | 49-я армия         | -                      | -                                               |
| 01.06.1942 года | Западный фронт                | 49-я армия         | -                      | -                                               |
| 01.07.1942 года | Западный фронт                | 49-я армия         | -                      | -                                               |
| 01.08.1942 года | Западный фронт                | 49-я армия         | -                      | -                                               |
| 01.09.1942 года | Западный фронт                | 49-я армия         | -                      | -                                               |
| 01.10.1942 года | Западный фронт                | 49-я армия         | -                      | -                                               |
| 01.11.1942 года | Западный фронт                | -                  | -                      | -                                               |
| 01.12.1942 года | Западный фронт                | 5-я армия          | -                      | -                                               |
| 01.01.1943 года | Западный фронт                | 31-я армия         | -                      | -                                               |
| 01.02.1943 года | Центральный фронт             | 2-я танковая армия | -                      | -                                               |
| 01.03.1943 года | Центральный фронт             | 65-я армия         | -                      | -                                               |
| 01.04.1943 года | Центральный фронт             | 65-я армия         | -                      | -                                               |
| 01.05.1943 года | Центральный фронт             | 65-я армия         | -                      | -                                               |
| 01.06.1943 года | Центральный фронт             | 65-я армия         | -                      | -                                               |
| 01.07.1943 года | Центральный фронт             | 65-я армия         | -                      | -                                               |
| 01.08.1943 года | Центральный фронт             | 65-я армия         | -                      | -                                               |
| 01.09.1943 года | Центральный фронт             | 48-я армия         | -                      | -                                               |
| 01.10.1943 года | Центральный фронт             | 48-я армия         | -                      | -                                               |
| 01.11.1943 года | Белорусский фронт             | 48-я армия         | -                      | -                                               |
| 01.12.1943 года | Белорусский фронт]            | 48-я армия         | -                      | -                                               |
| 01.01.1944 года | Белорусский фронт]            | 48-я армия         | 42-й стрелковый корпус | -                                               |
| 01.02.1944 года | Белорусский фронт]            | 48-я армия         | -                      | -                                               |
| 01.03.1944 года | 1-й Белорусский фронт         | 3-я армия          | 25-й стрелковый корпус | -                                               |
| 01.04.1944 года | 1-й Белорусский фронт         | 48-я армия         | -                      | (05-23.04.1944 — в составе Западного фронта)    |
| 01.05.1944 года | 1-й Белорусский фронт         | 48-я армия         | -                      | -                                               |
| 01.06.1944 года | 1-й Белорусский фронт         | 48-я армия         | -                      | -                                               |
| 01.07.1944 года | 1-й Белорусский фронт         | 48-я армия         | -                      | -                                               |
| 01.08.1944 года | 1-й Белорусский фронт         | 48-я армия         | -                      | -                                               |
| 01.09.1944 года | 1-й Белорусский фронт         | 48-я армия         | 42-й стрелковый корпус | -                                               |
| 01.10.1944 года | 2-й Белорусский фронт         | 48-я армия         | -                      | -                                               |
| 01.11.1944 года | 2-й Белорусский фронт         | 48-я армия         | 42-й стрелковый корпус | -                                               |
| 01.12.1944 года | 2-й Белорусский фронт         | 48-я армия         | 29-й стрелковый корпус | -                                               |
| 01.01.1945 года | 2-й Белорусский фронт         | 48-я армия         | 53-й стрелковый корпус | -                                               |
| 01.02.1945 года | 2-й Белорусский фронт         | 48-я армия         | 53-й стрелковый корпус | -                                               |
| 01.03.1945 года | 3-й Белорусский фронт         | 48-я армия         | 29-й стрелковый корпус | -                                               |
| 01.04.1945 года | 3-й Белорусский фронт         | 48-я армия         | 53-й стрелковый корпус | -                                               |
| 01.05.1945 года | 3-й Белорусский фронт         | 48-я армия         | 53-й стрелковый корпус | -                                               |

## Командование

### Командиры
- Сологуб, Иван Петрович — 30 сентября 1939 года — ??.06.1940
- Петров, Иван Ефимович[3], (с ??.06.1940 — ??.10.1940), комбриг
- Шутов, Иван Максимович (25.10.40 — 26.08.41), полковник;
- Брилев, Никита Григорьевич (с ??.08.1941 — ??.09.1941), полковник;
- Сиязов, Михаил Александрович (??.09.1941 — 01.10.1941), полковник;
- Фирсов, Павел Андреевич (02.10.1941 — 19.01.1942), полковник, с 02.01.1942 генерал-майор
- Иовлев, Сергей Иванович (20.01.1942 — 08.10.1942), полковник
- Опякин, Павел Прокофьевич (10.10.1942 — ??.07.1946), полковник, с 13.09.1944 генерал-майор

### Начальники штаба
- Гайнутдинов Саид-Гарей Гайфутдинович (18.08.1939 — ??.05.1940), майор
- Майский, Иван Матвеевич (05.07.1945 — 24.05.1946), подполковник

## Награды и наименования
| Награда (наименование)           | Дата                | За что награждена |
| -------------------------------- | ------------------- | --- |
| Почётное наименование «Речицкая» | 18 ноября 1943 года | присвоено приказом Верховного Главнокомандующего от 18 ноября 1943 года в ознаменоване одержанной победы и отличие в боях за освобождение города Речица |
| Орден Красного Знамени           | 25 июля 1944 года   | награждена указом Президиума Верховного Совета СССР от 25 июля 1944 года за образцовое выполнение заданий командования в боях с немецкими захватчиками при форсировании реки Шара, за овладение городом Слоним и проявленные при этом доблесть и мужество. |

Награды частей дивизии:
- 470-й стрелковый ордена Кутузова[10] полк
- 616-й стрелковый ордена Кутузова[11] полк
- 954-й стрелковый ордена Кутузова[11] полк

## Отличившиеся воины дивизии
| Награда | Ф. И. О.                          | Должность                                                               | Звание                                       | Дата награждения                 | Примечания                              |
| ------- | --------------------------------- | ----------------------------------------------------------------------- | -------------------------------------------- | -------------------------------- | --------------------------------------- |
|         | Барабанов, Пётр Васильевич        | командир отделения 616-го стрелкового полка                             | ефрейтор                                     | 24.03.1945                       |                                         |
|         | Гребнев, Андрей Феоктистович      | командир 470-го стрелкового полка                                       | полковник                                    | 06.04.1945                       |                                         |
|         | Дронов, Иван Семёнович            | наводчик орудия 175 отдельного истребительно-противотанкового дивизиона | сержант                                      | 18.11.1944                       |                                         |
|         | Зацепин, Митрофан Алексеевич      | Стрелок 613-го стрелкового полка Пулемётчик 616-го стрелкового полка    | красноармеец младший сержант                 | 19.08.1944 22.10.1944 24.03.1945 |                                         |
|         | Кекух, Василий Ильич              | командир расчёта 76-мм пушки 616 стрелкового полка                      | сержант                                      | 10.04.1945                       |                                         |
|         | Кияшко, Николай Никандрович       | Командир взвода управления 299-го артиллерийского полка                 | старший лейтенант                            | 17.10.1943                       |                                         |
|         | Комаров, Георгий Владимирович     | стрелок 5-й стрелковой роты 470-го стрелкового полка                    | ефрейтор                                     | 24.03.1945                       | Умер от ран 5.10.1944 года              |
|         | Кравец, Пётр Евтихиевич           | командир орудийного расчёта 470 стрелкового полка                       | старший сержант                              | 18.11.1944                       |                                         |
|         | Медведев, Илья Петрович           | помощник командира взвода пешей разведки 616-го стрелкового полка       | старший сержант                              | 24.03.1945                       |                                         |
|         | Мишин, Валентин Фёдорович         | командир пулемётного расчёта 954 стрелкового полка                      | младший сержант                              | 24.03.1945                       | Погиб в бою 16 января 1945 года.        |
|         | Нешков, Николай Захарович         | Офицер разведки 616-го стрелкового полка                                | капитан                                      | 24.03.1945                       | погиб в бою 8.06.1944 года              |
|         | Пассар, Александр Падалиевич      | командир отделения пешей разведки 616-го стрелкового полка              | старший сержант                              | 23.08.1944                       |                                         |
|         | Пивченков, Владимир Тимофеевич    | командир батальона 954-го стрелкового полка                             | капитан                                      | 23.08.1944                       | погиб в бою 4.09.1944 года              |
|         | Токарев, Степан Кириллович        | Командир пулемётного расчёта 616-го стрелкового полка                   | старший сержант                              | 24.03.1945                       |                                         |
|         | Черушников, Александр Григорьевич | Наводчик 76-мм. орудия 616-го стрелкового полка                         | Гвардии красноармеец гвардии младший сержант | 29.07.1944 15.05.1946            | в составе дивизии 2 и 1 степени ордена. |
|         | Чугаев, Анатолий Сергеевич        | Командир роты 470-го стрелкового полка                                  | капитан                                      | 23.08.1944                       |                                         |
|         | Якунин, Пётр Алексеевич           | стрелок 954-го стрелкового полка                                        | красноармеец                                 | 15.01.1944                       | погиб в бою 10.09.1943 года             |

## Память

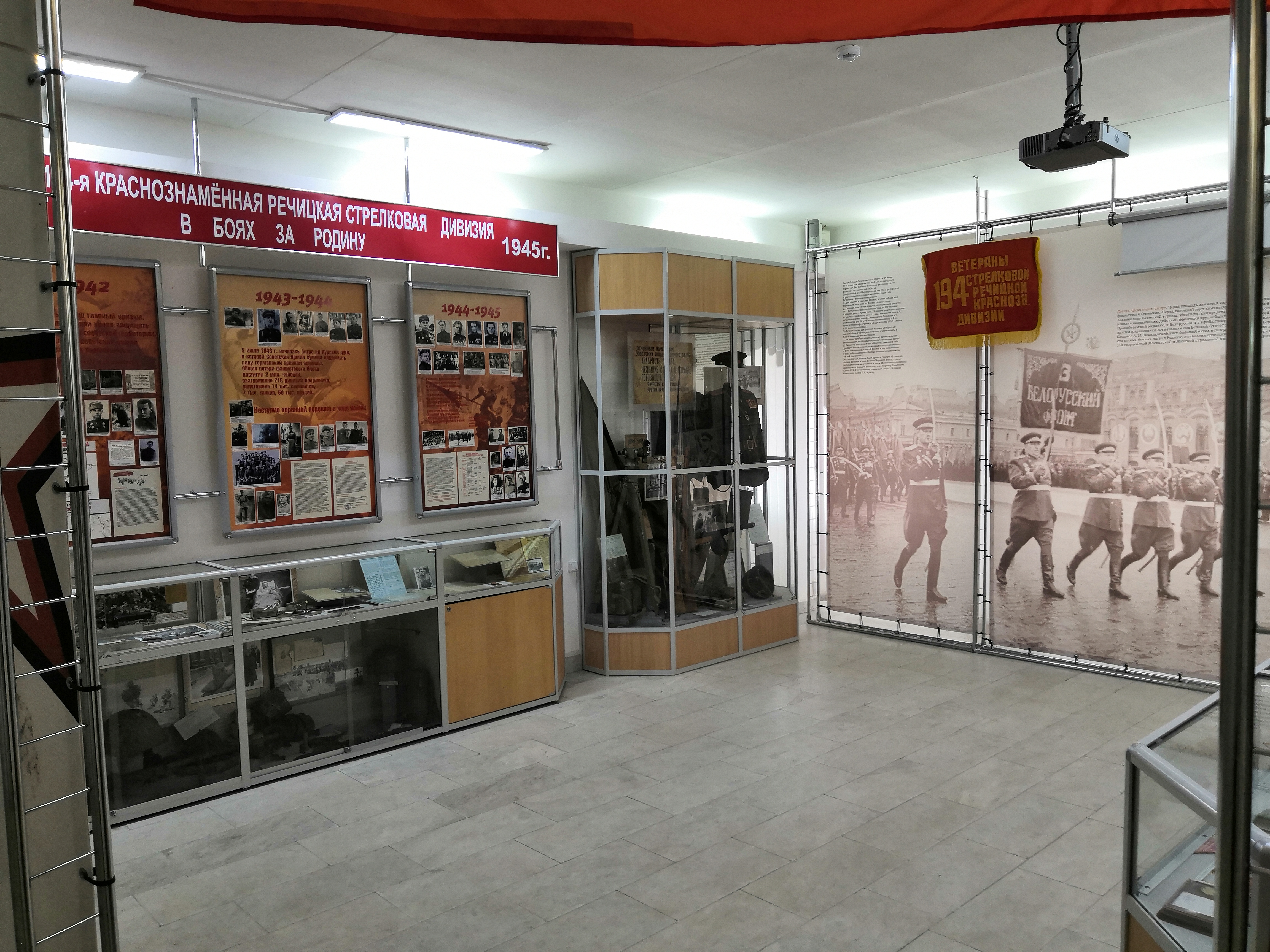
Музей «Боевой путь 194-й стрелковой дивизии» во Дворце пионеров и школьников

- Школьный музей школы № 7 г. Серпухова
- Школьный музей в Протвино (там хранится Боевое Знамя дивизии)
- Дворец пионеров и школьников им. А. П. Гайдара г. Москвы — Музей «Боевой путь 194-й стрелковой дивизии»
- Памятники в Протвино, Юрятино, Троицкое и Снегири (Ленино-Снегирёвский военно-исторический музей).

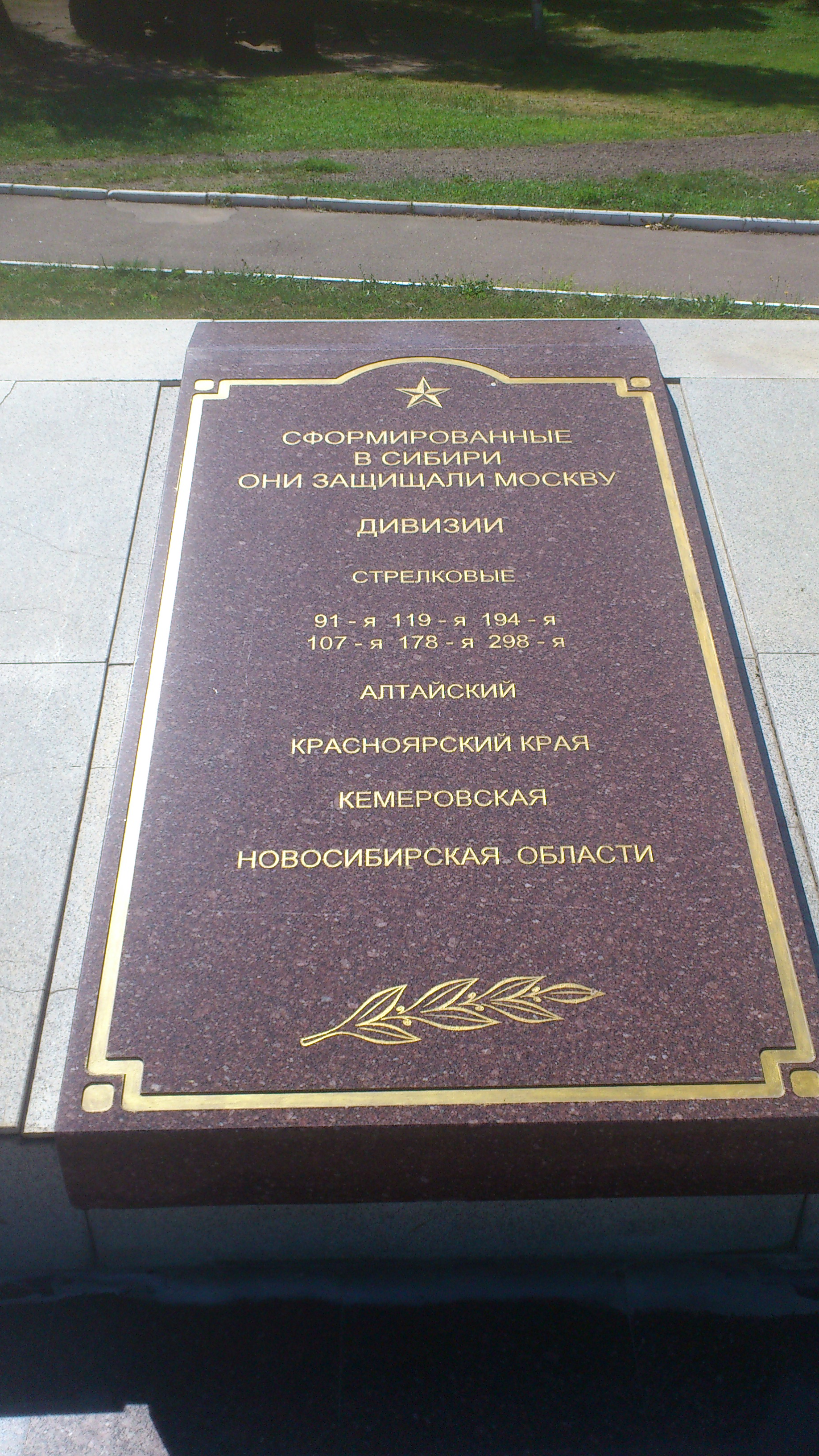
«Сформированные в Сибири, они защищали Москву» — на плите мемориального комплекса «Воинам-сибирякам».
Мемориальный комплекс «Воинам-сибирякам», Ленино-Снегирёвский военно-исторический музей.